# Hannah Artertonová
Hannah Jane Artertonová (* 26. ledna 1989 Gravesend) je britská herečka a zpěvačka, mladší sestra Gemmy Artertonové.
Vystudovala střední školu v Gravesendu a Královskou akademii dramatických umění v Londýně, byla zpěvačkou skupiny The Hitmen and Her. Začínala v televizních seriálech Vraždy v Midsomeru a Atlantis a v rozhlasové show Queens of Noise. Jednu z hlavních rolí dostala ve filmovém muzikálu Walking on Sunshine (2014), hrála také v milostném dramatu Hide and Seek (2014) a komedii Burn Burn Burn (2015).

## Osobní život
Artertonová má vztah s hudebníkem a skladatelem Chrisem Hysonem. Žijí spolu v South Norwoodu v Londýně.

## Filmografie

### Film
| Rok           | Název                    | Role             | Poznámky                             |
| ------------- | ------------------------ | ---------------- | ------------------------------------ |
| 2013          | At First Sight           | Avy              | krátký film                          |
| 2014          | Prázdniny                | Taylor           |                                      |
| 2014          | Hide and Seek            | Charlotte        |                                      |
| 2015          | Otherwise Engaged        | Megan            | krátký film                          |
| 2015          | Dokud nás smrt nerozdělí | Sophie           |                                      |
| 2016          | Total Loss               | Rebecca          | krátký film                          |
| 2018          | Heretiks                 | Persephone       |                                      |
| 2018          | Peripheral               | Bobbi Johnson    |                                      |
| 2018          | Old Beginnings           | Sophia           | krátký film                          |
| 2020          | Hayley Alien             | Vedoucí prodejny | režisérka a scenáristka, krátký film |
| 2020          | Little Games             | Natasha          | krátký film                          |
| 2022          | My Darling Amelia        | Isla Penrose     | krátký film                          |
| 2023          | Jump Out                 | Anissa           |                                      |
| bude oznámeno | Compulsive               | Gigi             |                                      |
| bude oznámeno | Closure                  | bude oznámeno    |                                      |

### Televize
| Rok  | Název              | Role            | Poznámky                               |
| ---- | ------------------ | --------------- | -------------------------------------- |
| 2011 | Vraždy v Midsomeru | Katy            | díl: „A Sacred Trust“                  |
| 2013 | Atlantis           | Korinna         | 5 dílů                                 |
| 2015 | Doktor Martin      | Paní Grappy     | díl: „Education, Education, Education“ |
| 2016 | Pátý               | Ally Caine      | 10 dílů                                |
| 2017 | Versailles         | Sestra Hermiona | díl: „A Night“                         |
| 2018 | V bezpečí          | Emma Castle     | 8 dílů                                 |
| 2018 | Robozuna           | Pera Archos     | díl: „Game Changer Part 1“             |
| 2022 | The Peripheral     | Dee Dee         | 5 dílů                                 |

### Videohry
| Rok  | Název                             | Role         | Poznámky |
| ---- | --------------------------------- | ------------ | -------- |
| 2017 | Final Fantasy XIV: Stormblood     | M’naago Rhaz |          |
| 2018 | Final Fantasy XIV: Shadowbringers | Kan-E-Senna  |          |